# Juan Ruano
Juan Ruano (Cuéllar, ?), tesorero de la provincia de Honduras.
Se desconoce la fecha de su llegada a América. Le encontramos por primera vez en las minas de Honduras en el año 1532, cuando se enteró de los sucesos de Trujillo, donde Diego Méndez había matado a Vasco Herrera, hallándose ausente el gobernador Andrés de Cereceda, al que también prendió después.
“El Tesorero Juan Ruano, natural de Cuéllar, hombre bien inclinado al servicio del Rey”, cuando supo lo que pasaba en Trujillo acudió a esta ciudad y opinó que no se debía sufrir por más tiempo la opresión en que se vivía y que se haría gran servicio al rey recuperando la libertad primera. 
Contactó con Andrés de Cereceda, se juntaron hasta veinte hombres, los mejores y más honrados, y, armándose secretamente a medianoche, acometieron al tirano Diego Méndez en su casa, le prendieron, procesaron y condenaron a muerte. 
Aunque Juan Ruano decía que debían enviarle al rey o a La Española, donde la Real Audiencia hiciese justicia, o a México, Cereceda no se ablandó y Méndez fue decapitado.
- Datos: Q5952415